# Ignacio Ithurralde
Ignacio „Nacho” Ithurralde Sáez (ur. 30 maja 1983 w Montevideo) – urugwajski piłkarz występujący na pozycji środkowego obrońcy, reprezentant Urugwaju, trener piłkarski, od 2025 roku prowadzi Defensor Sporting.